# Wladimir Alexandrowitsch Sokolowski
Wladimir Alexandrowitsch Sokolowski (russisch Владимир Александрович Соколовский; * 19. Apriljul. / 1. Mai 1874greg. im Gouvernement Witebsk; † 24. Februar 1959 in Krasnojarsk) war ein russisch-sowjetischer Architekt, Brücken-Bauingenieur und Hochschullehrer.

## Leben
Sokolowski stammte aus einer polnischen Familie. Nach dem frühen Verlust der Eltern wuchs er in Waisenheimen auf und absolvierte das Waisenhausinstitut Gattschina. Er studierte ab 1895 am Nikolaus-I.-Institut für Bauingenieure mit Abschluss 1901 mit Auszeichnung. Darauf wurde er als Junior-Stadtarchitekt nach Krasnojarsk geschickt.
Ab 1909 war Sokolowski Architekt des Gouvernements Jenisseisk. Nach seinem Projekt wurde 1907 die Synagoge in Atschinsk gebaut. Ebenso wurde 1910–1911 in Krasnojarsk ein dreistöckiges Backstein-Gebäude errichtet, in das später die Krasnojarsker Post einzog. 1912 sanierte er die Kansker Dreifaltigkeitskathedrale. Insgesamt baute oder sanierte er im Gouvernement mehr als 50 Gebäude, darunter viele Architektur-Denkmäler, beispielsweise die 1902–1904 umgebaute Erlöser-Kathedrale in Minussinsk. Auch projektierte er über 100 Brücken und Überführungen und über 100 Gebäude für die Transsib.
Nach der Oktoberrevolution und dem Bürgerkrieg wurde Sokolowski 1920 in die Abteilung für staatliche Bauten des Gouvernementsvolkswirtschaftsrats versetzt. Ab 1922 lehrte er in der Bau-Abteilung des Polytechnikums. Ab 1930 hielt er Vorlesungen über Bauwesen und Architektur am Krasnojarsker Institut für Waldbautechnik. Er wurde 1937 Mitglied des Verbands der sowjetischen Architekten und leitete 1944–1946 die Krasnojarsker Regionalabteilung für Architektur-Angelegenheiten.
Sokolowski war mit Marija Georgijewna Sokolowskaja (1884–1953) verheiratet.

## Ehrungen, Preise
- Sankt-Stanislaus-Orden III. Klasse[2]
- Russischer Orden der Heiligen Anna III. Klasse[2]

## Sokolowskis Bauten in Krasnojarsk

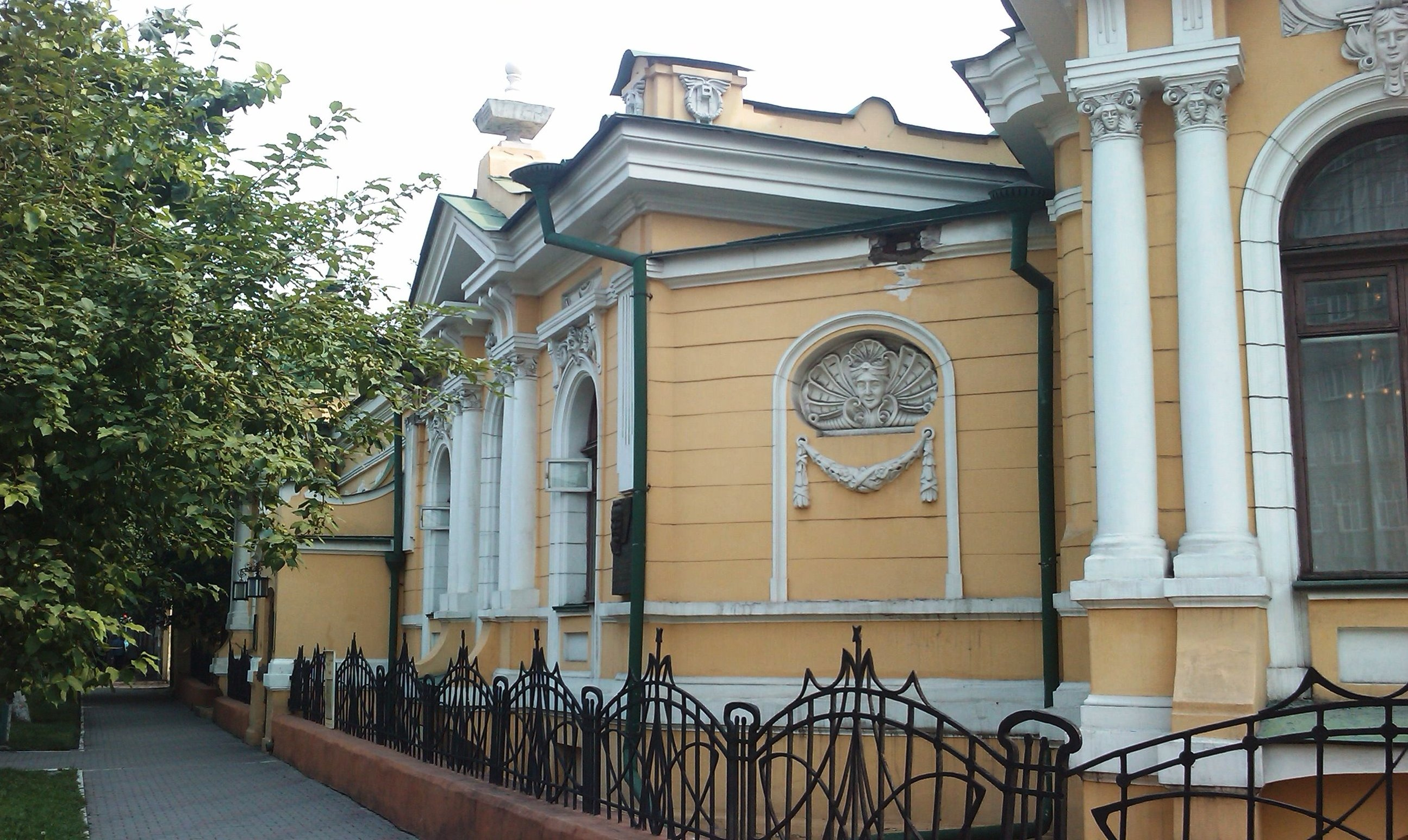
Gadalows Villa (1909–1910)
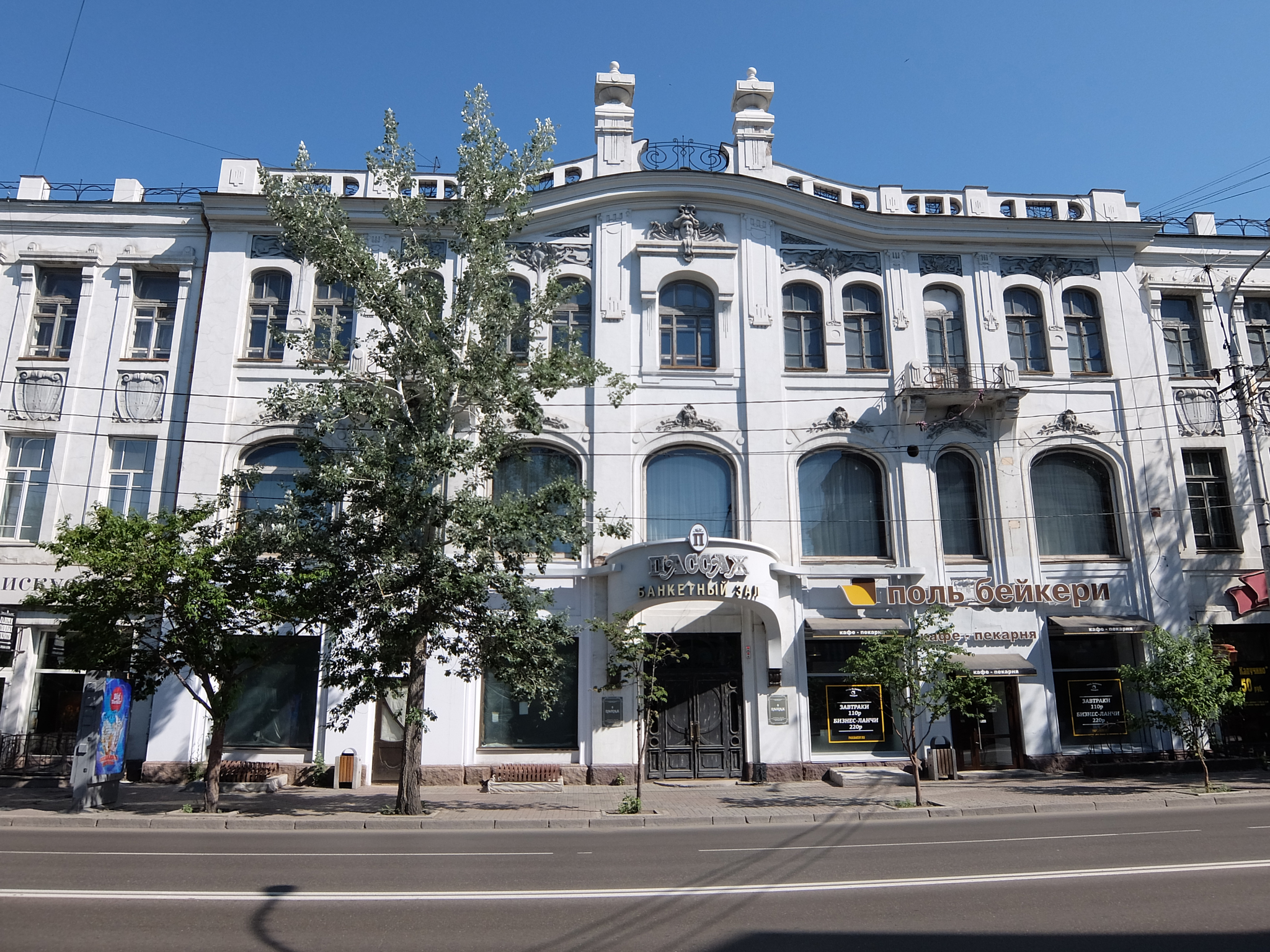
Libmans Haus (1909–1910)
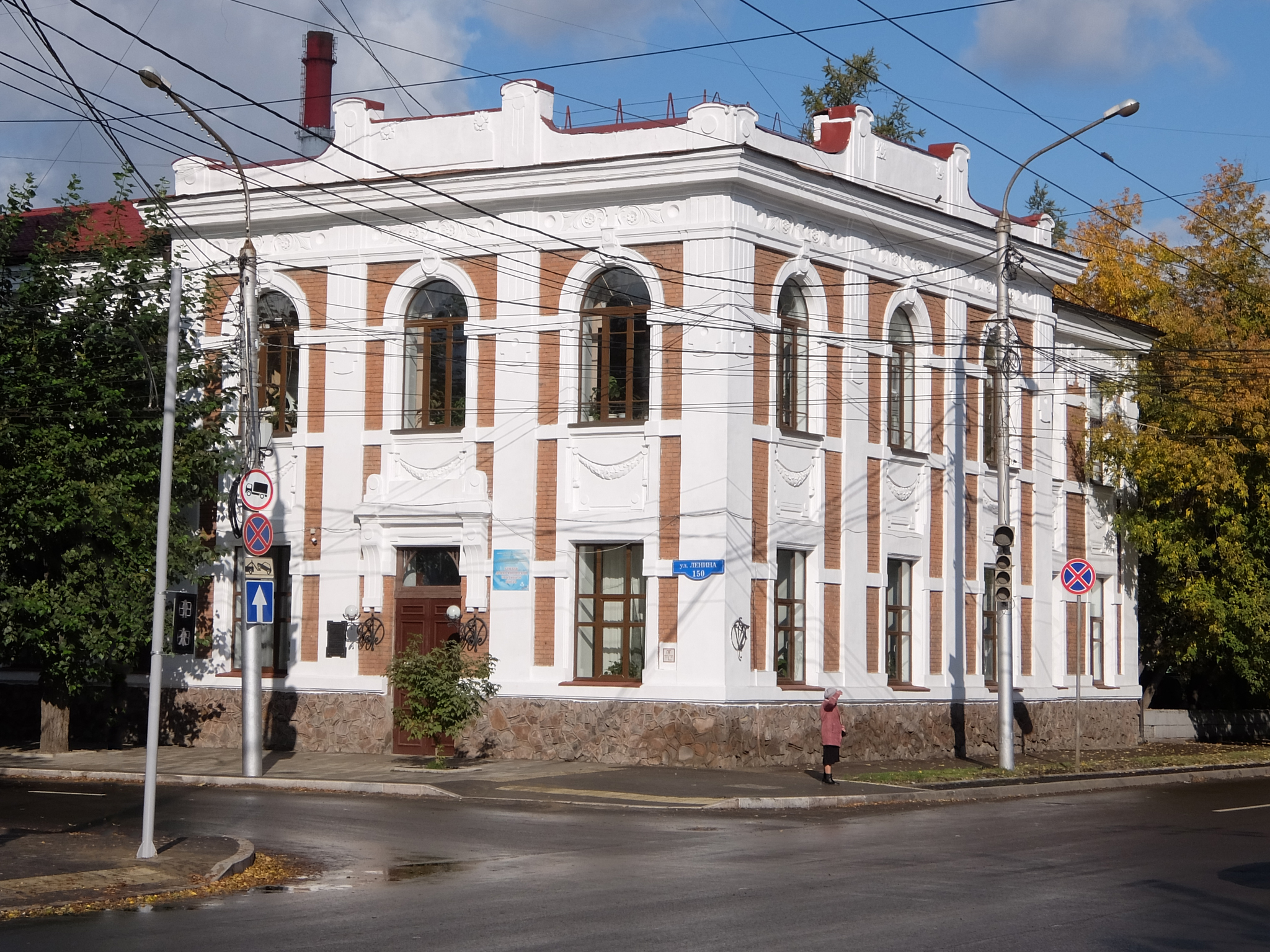
Städtische Elementarschule (1911)
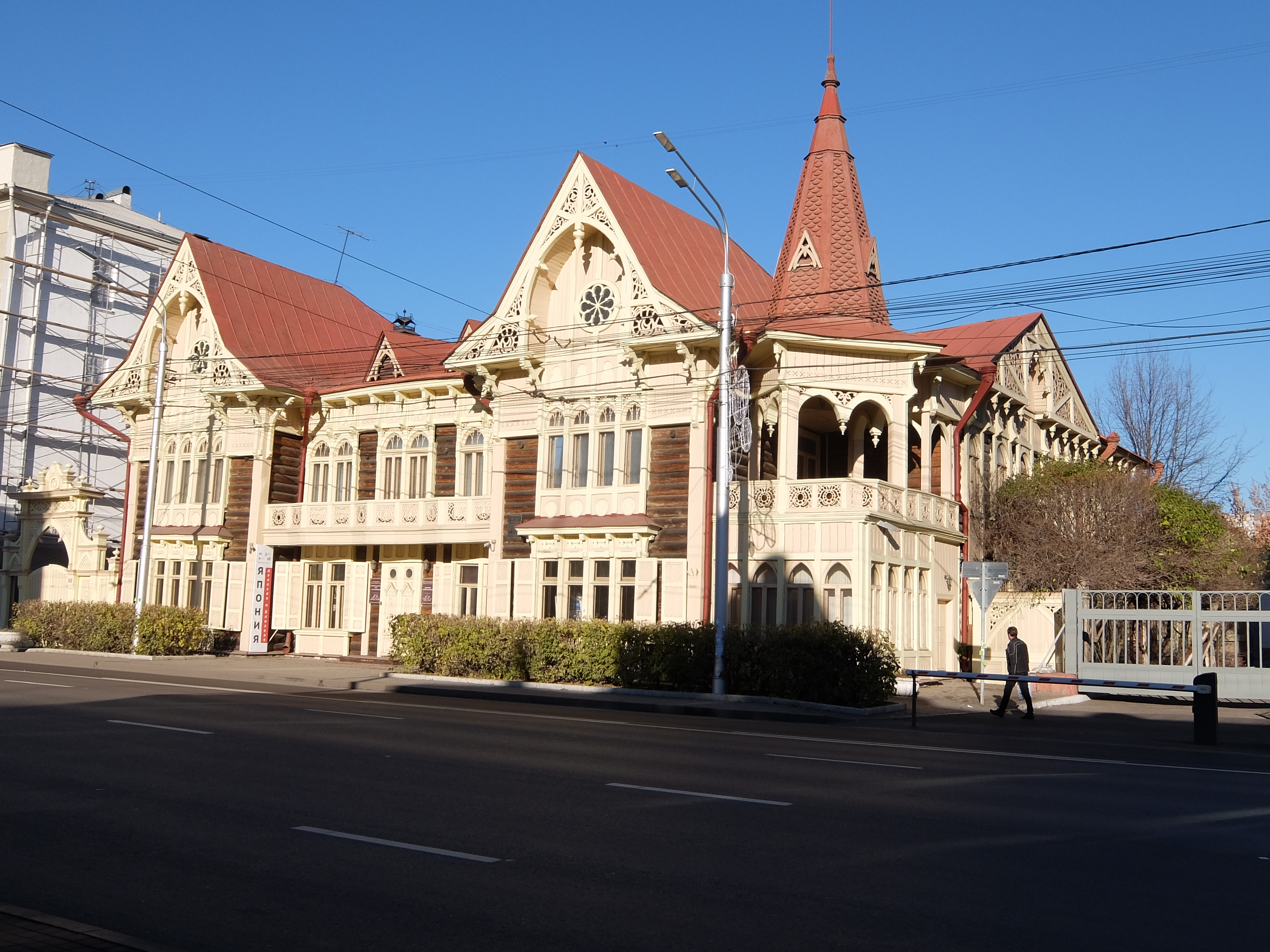
Zukermans Villa (1911)
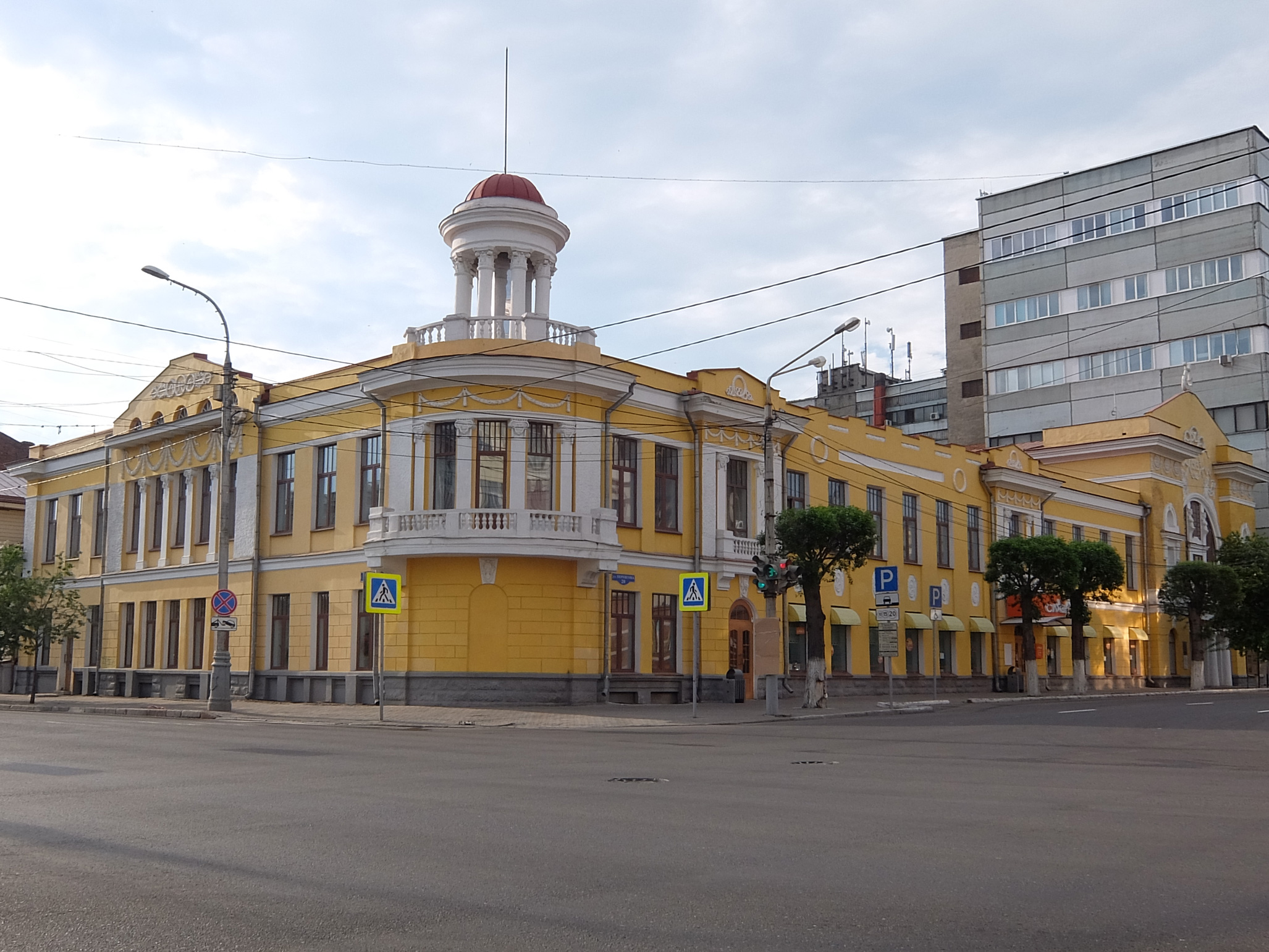
Versammlungshaus (1912–1913)
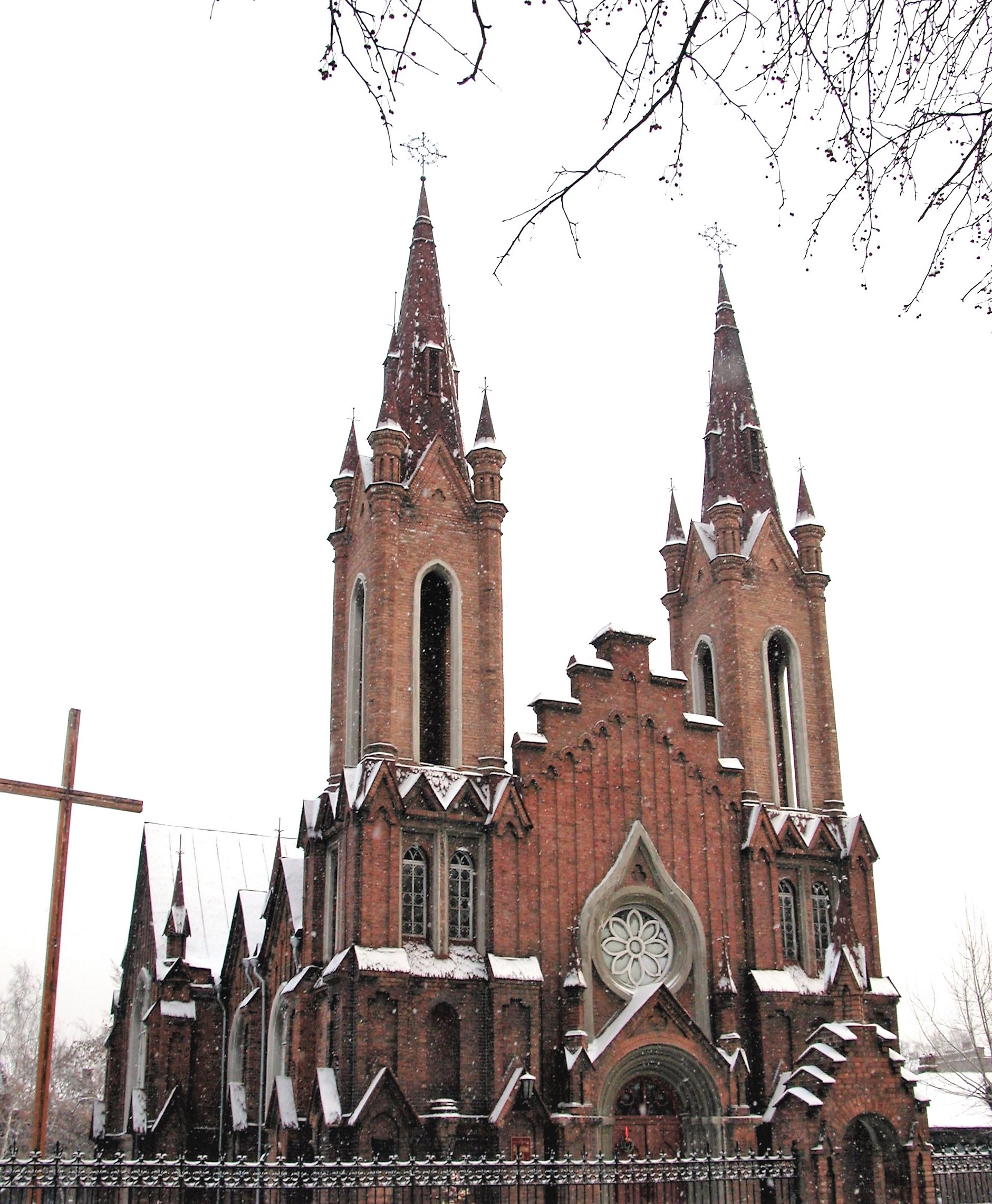
Transfigurationskirche